# Sielsowiet Izabelin
Sielsowiet Izabelin (biał. Ізабелінскі сельсавет; ros. Изабелинский сельсовет) – sielsowiet na Białorusi, w obwodzie grodzieńskim, w rejonie wołkowyskim, z siedzibą w Izabelinie.
Według spisu z 2009 sielsowiet Izabelin zamieszkiwało 1679 osób, w tym 1300 Białorusinów (77,43%), 244 Polaków (14,53%), 76 Rosjan (4,53%), 30 Ukraińców (1,79%), 6 osób innych narodowości i 23 osoby, które nie zadeklarowały żadnej narodowości.

## Miejscowości
- agromiasteczko:
  - Matwiejowce
- wsie:
  - Bohdzie
  - Bouble
  - Chorużańce
  - Chorużewo
  - Drohiczany
  - Izabelin
  - Jelcowszczyzna
  - Nizianki
  - Niziany
  - Pawłowszczyzna
  - Romanówka
  - Truńce
  - Ulezły
  - Żarnówka
- chutor:
  - Rung
- dawny chutor:
  - Sieheniowszczyzna (zlikwidowany w 2018)[2]